# Mélittine
La mélittine est un polypeptide de 26 résidus d'acides aminés qui est le principal composant actif de l'apitoxine, le venin des abeilles, et est un activateur puissant des phospholipases A2. Sa séquence est GIGAVLKVLTTGLPALISWIKRKRQQ-NH2, soit :
Gly–Ile–Gly–Ala–Val–Leu–Lys–Val–Leu–Thr–Thr–Gly–Leu–Pro–Ala–Leu–Ile–Ser–Trp–Ile–Lys–Arg–Lys–Arg–Gln–Gln–NH2.
La mélittine est un inhibiteur enzymatique de la protéine kinase C, de la protéine kinase II Ca2+/calmoludine-dépendante, la kinase des chaînes légères de la myosine et la pompe sodium-potassium de la membrane synaptosomale. C'est un facteur lytique de la membrane cellulaire. Il s'agit d'un peptide court n'ayant aucun pont disulfure. Les 18 acides aminés N-terminaux sont tous hydrophobes à deux exceptions près — les deux thréonines contiguës — tandis que les six acides aminés C-terminaux sont hydrophiles, dont quatre sont basiques.
La mélittine présente également une  activité antimicrobienne significative. Elle a ainsi montré de puissants effets inhibiteurs sur Borrelia burgdorferi, la bactérie à l'origine de la maladie de Lyme,. Elle a également la capacité de tuer la levure Candida albicans et d'éliminer les infections à Mycoplasma hominis et Chlamydia trachomatis,,.
Aussi, selon une étude récente, il semblerait que la mélittine ait un rôle anticancéreux sur les cellules tumorales du cancer du sein, ce qui pourrait aider, si cette molécule va jusqu'en phase de test et est approuvée, à augmenter l'efficacité de la chimiothérapie.